# Abchaziens flagga
Abchaziens flagga antogs officiellt vid den unilaterala självständighetsförklaringen den 23 juli 1992. Den ritades av V. Gamgia (1991).

## Beskrivning och betydelse

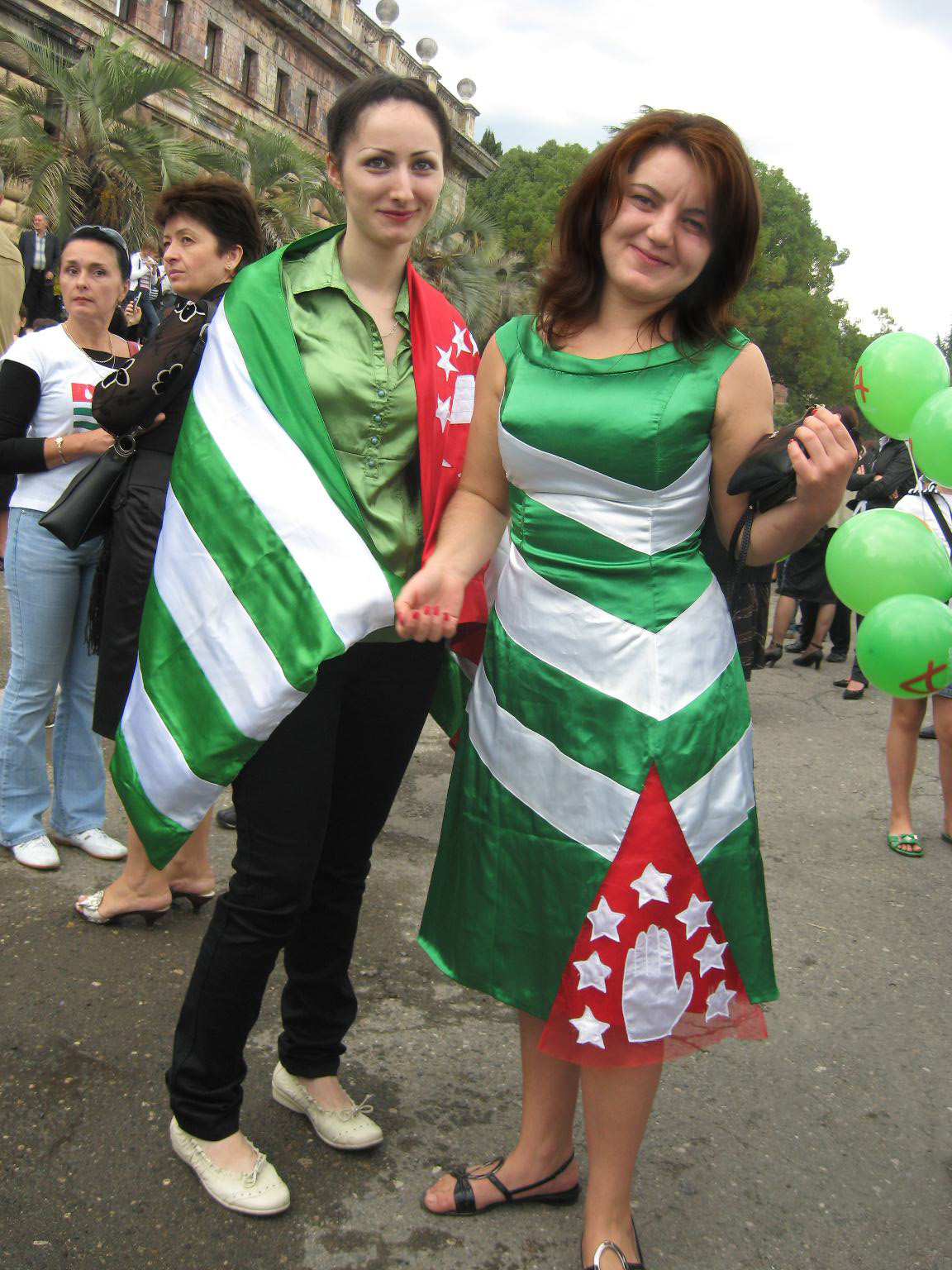
Abchaziens flagga som en klänning.

Fyra gröna ränder är horisontellt arrangerade, med tre vita ränder emellan. I det övre vänstra hörnet finns en röd kanton med en vit hand. Runt handen finns det sju vita, femuddiga stjärnor ordnade i en halvcirkel, alla med en udd uppåt.
Handsymbolen med röd bakgrund kommer från en historisk flagga, nämligen Sebastopols, vars område idag utgörs av huvudstaden Suchumi. Den öppna handen representerar numera den abchaziska nationen. De sju stjärnorna representerar landets sju regioner: Sadzen, Bzipi, Gumaa, Abzhywa, Samurzaqan, Dal-Tsabal och Pskhuy-Aibga. I Abchazien är sju ett heligt tal, därav är antalet ränder sju, alternerande mellan grönt och vitt, vilket står för tolerans mellan islam och kristendom.

## Historik
Sebastopols flagga finns med i en bok från år 1350.
Under sovjettiden hade Abchazien en egen flagga från 1925. Förvisso rapporteras det ofta om en flagga i början av 1920-talet, men bilderna av denna flagga har flera felaktigheter, så det är sannolikt att det inte stämmer. Detsamma gäller för en flagga som sägs ha funnits 1930–1931. Mellan åren 1925 och 1931, användes en flagga efter den sovjetiska modellen: röd med en hammare, skära och stjärna med de kyrilliska bokstäverna ССРА för Abchaziska SSR. Möjligen användes en flagga från 1926 med den latinska förkortningen SSRA, eftersom det latinska alfabetet användes vid denna tidpunkt. Det finns dock olika uppgifter om den korrekta anordningen av den flaggan.
1931 var Abchazien en autonom sovjetisk socialistisk republik (ASSR) i Georgien. Från och med 1935 användes den kyrilliska förkortningen АССРА (ASSRA) i flaggan, i enlighet med 1935 års konstitution (artikel 84). Dokumentation om utseendet på flaggan dessförinnan saknas. Konstitutionen från den 2 oktober 1937 fastställde en röd flagga med namnet på Georgiska SSR på språken georgiska (georgiska alfabetet), abchaziska (latinska alfabetet) och ryska (kyrilliska alfabetet). Från 1938 användes det georgiska alfabetet för abchaziska. Följaktligen förändrades flaggan, vilken upprätthölls tills 1951. Från 1951 till 1978, användes flaggan för Georgiska SSR. Den 6 juni 1978 infördes en kyrillisk beskrivning av Abchaziska ASSR, i enlighet med den abchaziska konstitutionen (artikel 160). Abchaziska förkortades inte här. Åren 1989–1992 användes en röd flagga med en gyllene sol och beteckningen SSR Abchazien. Alla flaggor från sovjettiden ändrades sedan så att de varken hade beteckning, hammare, skära eller stjärna.

? Sebastopols flagga (1350)
? ? Icke-existerande flagga för Abchaziska ASSR (1921–1925)
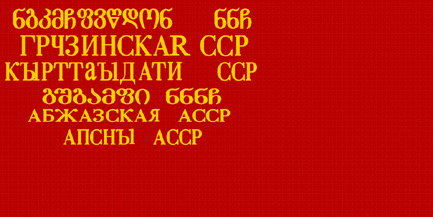
? ? Icke-existerande flagga för Abchaziska ASSR (1930–1931)

? Abchaziska SSR (1925–1931)
? Abchaziska ASSR (1978–1989)
? Abchaziska ASSR (1989–1992)

## Övriga flaggor

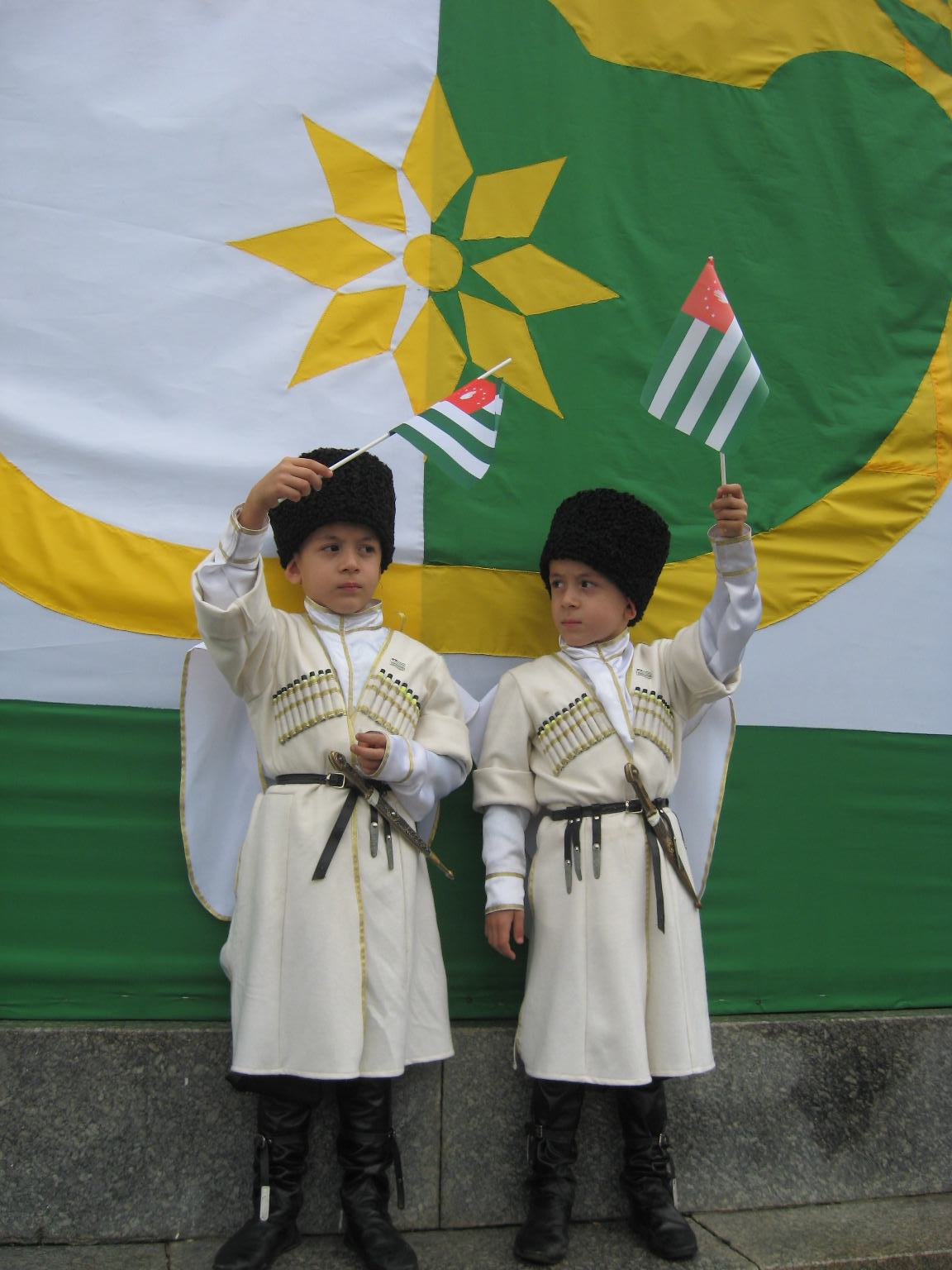
Barn viftar med små abchaziska flaggor under Abchaziens presidents flagga.

1:2 Abchaziens presidents flagga.
Georgiens föreslagna flagga för Abchazien.